# Grand-bailliage d'Ulm

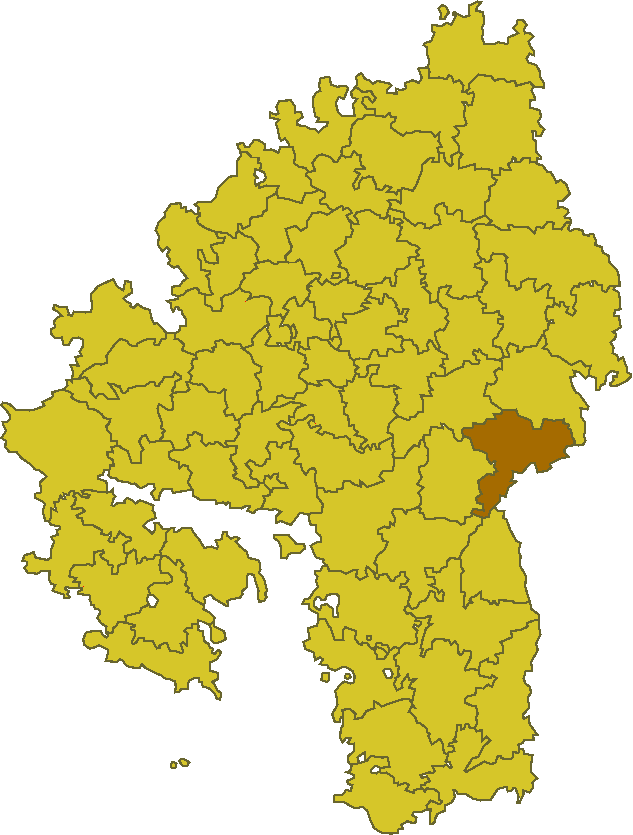
Carte du Wurtemberg, 1927 - Le grand-bailliage d'Ulm

Le grand-bailliage d'Ulm est une circonscription administrative du royaume de Wurtemberg, rebaptisée arrondissement d'Ulm en 1934 et dissoute en 1938. En 1819, le grand-bailliage d'Alpeck est incorporé dans le grand-bailliage d'Ulm.

## Histoire
En 1803, le Recès de la Diète d'Empire attribue la ville impériale d'Ulm, avec sa superficie d'environ 900 km2 et près de 60 000 habitants, à l'Électorat de Bavière. En 1810, selon le traité frontalier entre la Bavière et le Wurtemberg (de), la Bavière cède la majeure partie de cette zone, à l'exclusion des villes au droit de l'Iller et au sud du Danube, au Wurtemberg, qui établit Les grands-bailliages d'Ulm et d'Alpeck  pour administrer les nouvelles acquisitions. Le grand-bailliage d'Ulm est initialement très petit et ne comprenait que le voisinage immédiat d'Ulm, jusqu'en 1819, date à laquelle le grand-bailliage d'Alpeck, beaucoup plus grand mais peu peuplé, est incorporé. Le grand-bailliage d'Ulm est limitrophe des grands-bailliages de Blaubeuren (de), de Wiblingen (de) (plus tard Laupheim (de)), d'Ehingen (de), de Geislingen (de) et d'Heidenheim ainsi que du royaume de Bavière.

### Évolution des communes du grand-bailliage d'Ulm
- Vers 1825, Haslach et St. Moritz sont transférés de Göttingen à Jungingen.
- Vers 1830, Börslingen et Breitingen deviennent des communes indépendantes.
- En 1839, Reutti est séparée d'Urspring et devient une commune indépendante.
- En 1848, Langenau et Niederstotzingen obtiennent le statut de ville.
- En 1905, Söflingen estincorporé à Ulm.
- En 1926, Grimmelfingen est incorporé à Ulm.
- En 1927, Wiblingen (grand-bailliage de Laupheim) est incorporé à Ulm.